# Katun
Un katun sau K'atun este o unitate de timp din calendarul mayaș care are 20 de tun sau 7.200 zile. De exemplu, în data 12.19.13.15.12 (5 decembrie 2006) numărul 19 reprezintă k'atun.